# Radochów

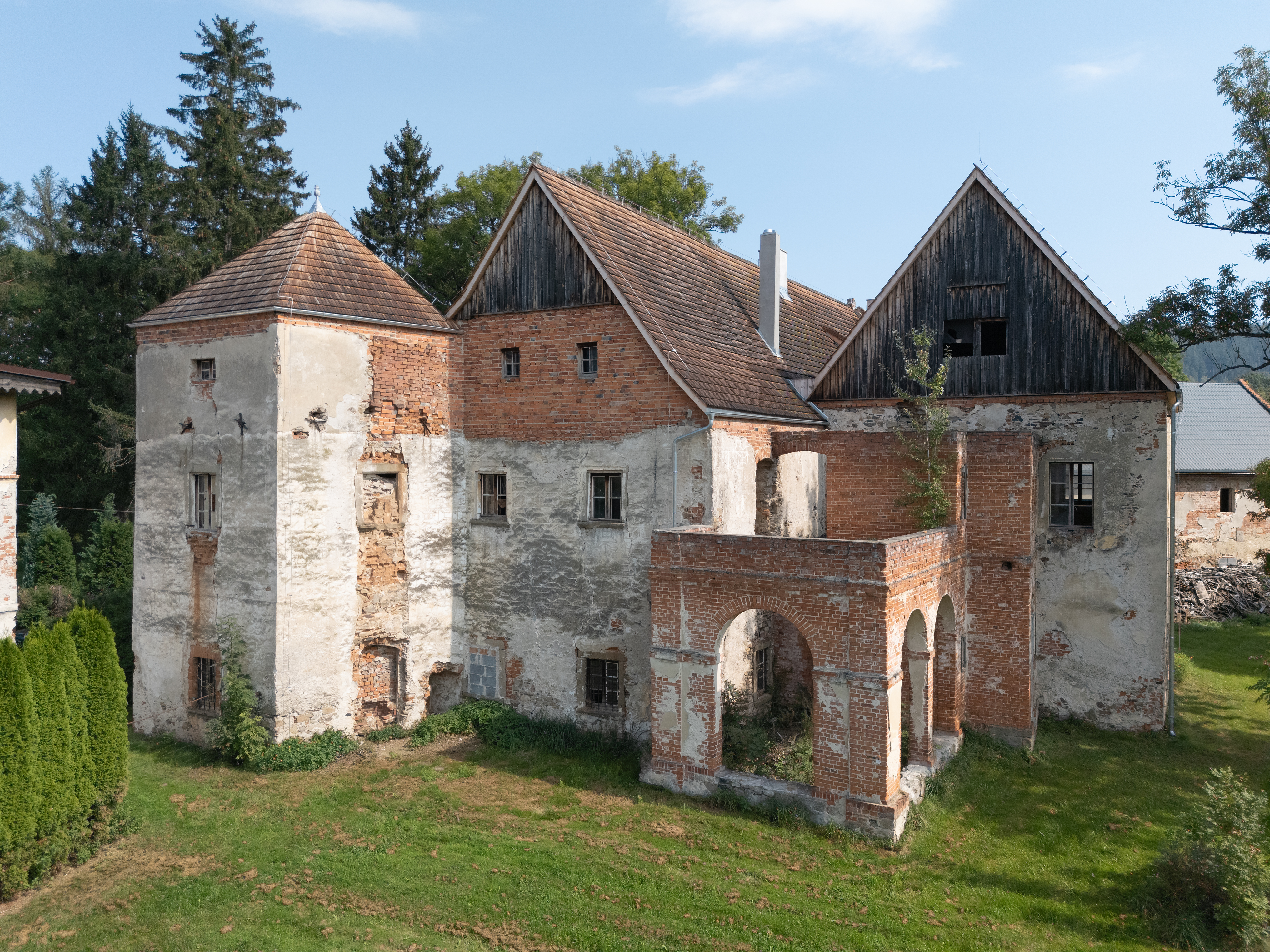
Dwór w Radochowie

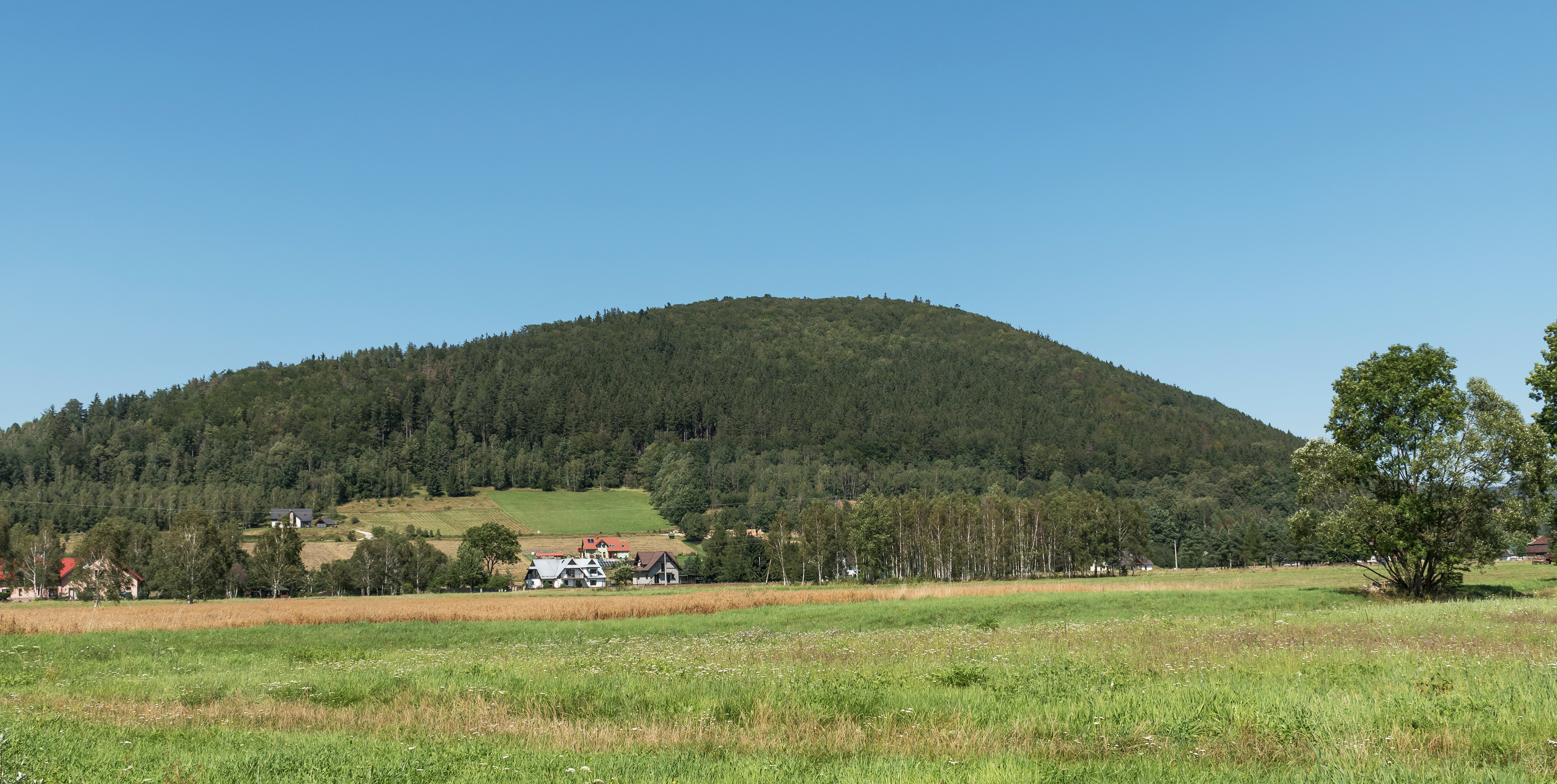
Dolina Białej Lądeckiej i Cierniak

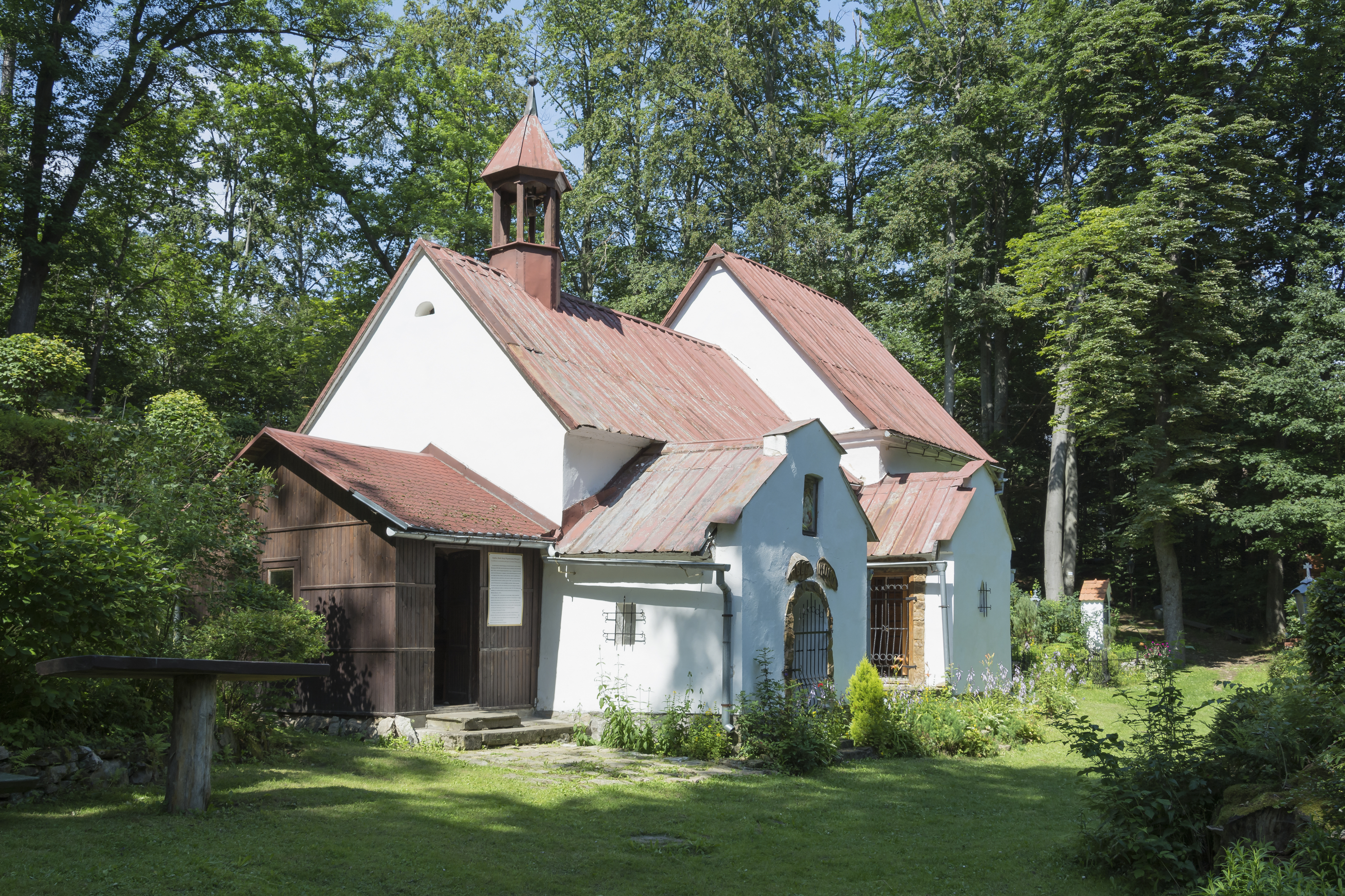
Kaplica na Cierniaku

Radochów (niem. Reyersdorf) – wieś w Polsce położona w województwie dolnośląskim, w powiecie kłodzkim, w gminie Lądek-Zdrój.
| SIMC    | Nazwa     | Rodzaj |
| ------- | --------- | ------ |
| 0853180 | Skowronki | osada  |

W latach 1975–1998 miejscowość położona była w województwie wałbrzyskim.

## Położenie, demografia i turystyka
Położona przy głównej drodze z Kłodzka do Lądka, w dolinie rzeki Biała Lądecka, na wysokości około 390–430 m n.p.m. Liczy 503 mieszkańców (III 2011 r.). Miejscowość ma charakter rolniczo-rekreacyjny. Stanowi punkt wypadowy do wycieczek w Góry Złote, Góry Bialskie i Masyw Śnieżnika. Posiada kilka baz noclegowych o charakterze agroturystycznym.

## Historia
Wieś powstała we wczesnym średniowieczu przy starym szlaku handlowym z Javorníka do Kłodzka, tzw. Solnej Drodze. Pierwsza wzmianka o wsi pochodziła z 1362 roku, w roku 1384 już była tu parafia. Najstarsza wersja nazwy wsi utworzona została zapewne od imienia Richard i oznaczała wieś Richarda, jej właściciela lub założyciela. W wyniku zniekształceń tej nazwy powstała druga, nowsza jej wersja Reyersdorf, stosowana do 1945 roku. W drugiej połowie XVIII wieku, po odkryciu Jaskini Radochowskiej, wieś nabrała znaczenia turystycznego. Działała tu szkoła katolicka, wzmiankowana po raz pierwszy w 1789 roku. W XIX wieku w Radochowie były cztery młyny wodne, dwie olejarnie i browar. Największą liczbę ludności wsi odnotowano w 1864 roku (923 osoby). W 1897 roku przeprowadzono przez miejscowość linię kolejową z Krosnowic do Stronia Śląskiego, z przystankiem Radochów co spowodowało jeszcze większy napływ turystów i powstanie letniska.
Radochów poniósł duże szkody podczas powodzi w lipcu 1997 roku.

## Zabytki
Do wojewódzkiego rejestru zabytków wpisane są obiekty:
- Zespół dworski:
  - renesansowy dwór w Radochowie wzniesiony został w XVI w. jako własność rodziny Panwitzów, potem własność rodu Haugwitzów. Przebudowany w końcu XVIII w. Mocno zniszczony, kryty gontem. Zachowały się sklepienia kolebkowe w parterze, portal renesansowy i kamienne opaski okienne. Na elewacji ślady dekoracji. Obok baszta, zabudowania gospodarcze i budynek mieszkalny dla służby. Pozostałości malowniczego parku otoczone resztkami kamiennego muru. Po drugiej stronie rzeki figura św. Jana Nepomucena z 1732 na gruszkowatym cokole opatrzonym herbem fundatora – hrabiego de Neynaus – i chronostychem[10]. Rzeka w tym miejscu zmieniła koryto w czasie powodzi 1997 i pozostawiła prowadzącą donikąd metalową kładkę nad pustym, starym korytem.
  - park.
- kościół parafialny pw. św. Mikołaja położony na wzniesieniu dominuje nad wsią, posiada strzelisty hełm na kwadratowej wieży, wystającej wysoko nad kalenicę dwuspadowego dachu[1]. Kościół wzmiankowany był tu już w 1384 roku[1]. Obecną budowlę wzniesiono w 1614 roku[7]. Wnętrze jednonawowe z drewnianym stropem i prezbiterium zamkniętym trójbocznie[1]. Kościół wraz z przyległym małym, starym cmentarzem, na którym zachowały się nieliczne nagrobki niemieckie, jest ogrodzony murem kamiennym[1]. Wewnątrz znajduje się klasycystyczny ołtarz z końca XIX w. wykonany przez A. Schmidta, dwa ołtarze boczne, ambona, chrzcielnica i organy z prospektem[1]. Jest tu również 13 drewnianych, polichromowanych barokowych i klasycystycznych rzeźb różnych świętych oraz Piety. W zakrystii zachowała się barokowa monstrancja-relikwiarz z I poł. XVIII w. oraz gotycki kielich. Na ścianach wewnątrz świątyni siedem płyt nagrobnych z XVI i XVII w. rodziny von Pannwitz. Na zewnątrz, u podnóża wzniesienia, obok długich schodów prowadzących do kościoła od strony szkoły, stoi pomnik z orłem i napisem: "Wszystkim poległym za Wolność Naszej Ojczyzny w Hołdzie Radochów".

Inne obiekty
- kaplica Matki Bożej Wspomożenia Wiernych z poł. XIX w., położona w lesie na północno-wschodnim stoku góry Cierniak (595 m n.p.m.), na wysokości ok. 530 m n.p.m., została ufundowana przez Antoniego Wachsmanna (1809–1888) jako dar dziękczynny za wyleczenie z ciężkiej choroby. Od strony wsi prowadzi do niej droga gruntowa, zakończona schodami z ponad 200 kamiennych stopni z nazwiskami fundatorów. Na czternastym stopniu licząc od góry znajduje się napis "Polnische Freundschaft" ("Polska Przyjaźń"). Stopień ten ofiarowało Towarzystwo Przyjaciół Polski za udział Polaków w Wiośnie Ludów 1848 w Niemczech. Obok kaplicy sztuczna grota z figurą Matki Boskiej. Wokół kościółka rozmieszczone są murowane z cegły klinkierowej stacje drogi krzyżowej z obrazami malowanymi na blasze, przedstawiającymi sceny z męki Chrystusa. Ok. 150 m od kalwarii w drewnianym domu mieszka pustelnik, opiekujący się kaplicą. Co roku 15 sierpnia odbywa się w kalwarii odpust z nabożeństwem przed ołtarzem polowym na leśnej polanie, przyciągający tłumy wiernych i turystów. Po uroczystościach odpustowych, we wsi u stóp góry organizowany jest festyn i zabawa pod gołym niebem, trwająca często do białego świtu.

- Figura św. Jana Nepomucena stoi przy posesji nr 32 w Radochowie. Na gruszkowatym cokole znajdują się rok 1734 na fryzie oraz herb fundatora hrabiego von Neyhausa[11] z napisem poniżej w j. łac. EXstrVI CVraVIt CoMes De NeYhaVs (Wybudował za wyleczenie, hrabia von Neyhaus) zawierającym chronostych MDCCXVVVVIIY(II) = 1734[12].

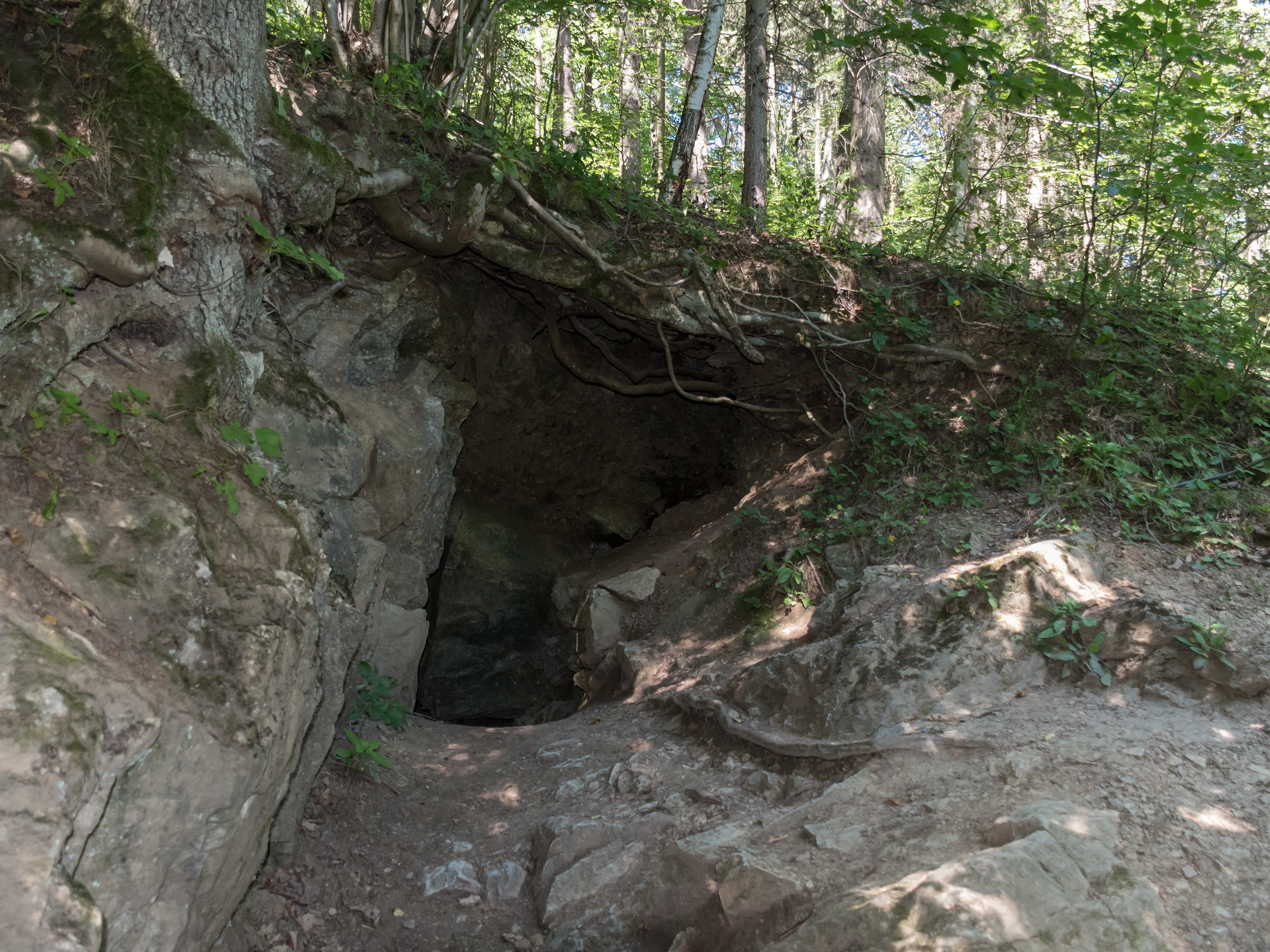
Wejście do Jaskini Radochowskiej

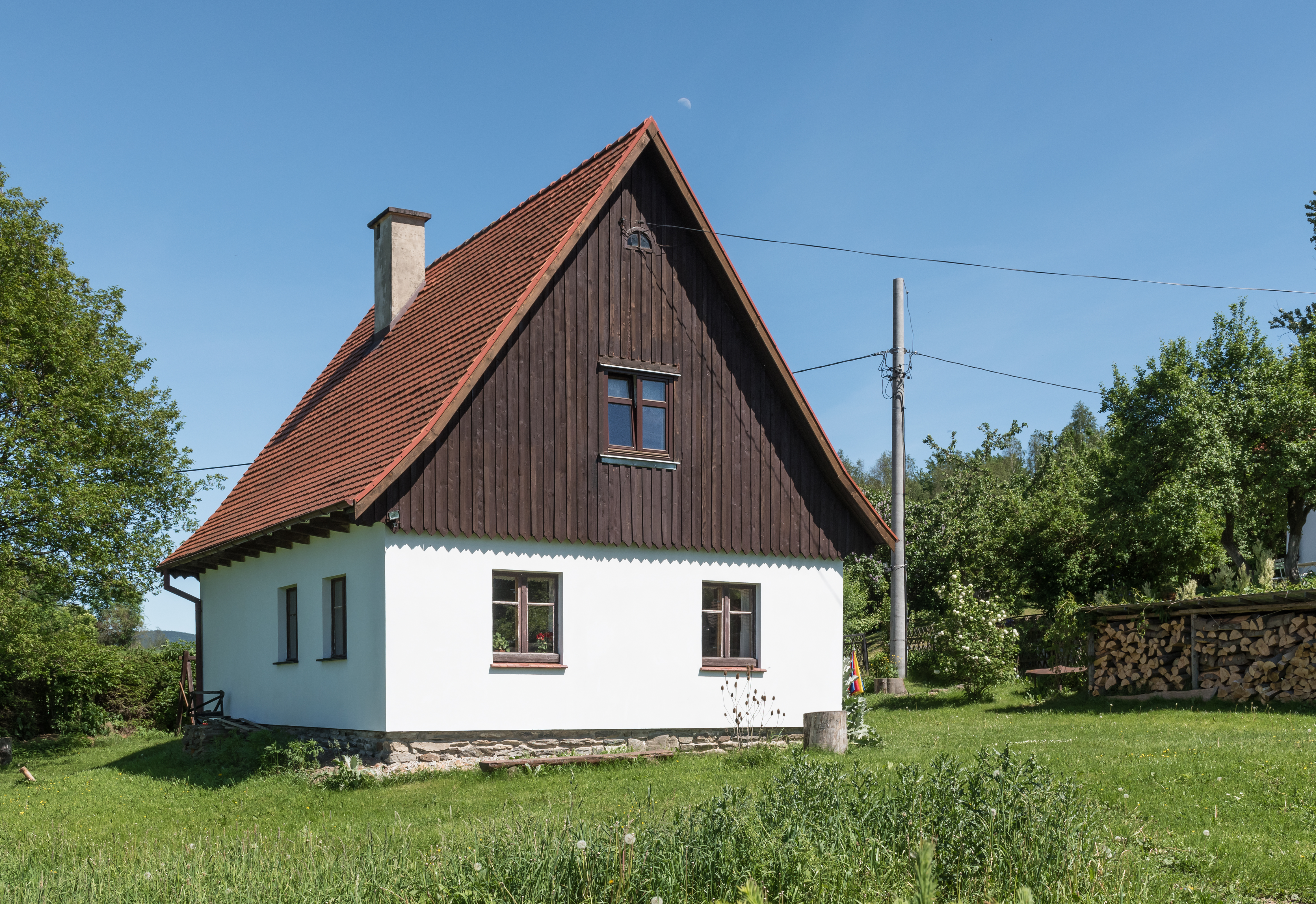
Izba regionalna w Radochowie, w osadzie Skowronki

- Jaskinia Radochowska, położona za górą Cierniak, w dolinie potoku Jaskiniec, u stóp Bzowca (Góry Złote), położona jest Jaskinia Radochowska, odkryta w II poł. XVIII w. Do 1966 (do odkrycia Jaskini Niedźwiedziej) największa znana jaskinia w polskiej części Sudetów Wschodnich. Posiada (niezbyt bogate) nacieki wełniaste, kaskadowe i draperie oraz ślady stalaktytów i stalagmitów. Pierwsza wzmianka o jaskini pochodzi z 1757. Już wkrótce potem stała się popularnym celem wycieczek kuracjuszy z Lądka-Zdroju i turystów. Z powodu licznego odwiedzania została dość mocno zniszczona – o dawnej świetności niech świadczą inne jej nazwy: Reyersdorfer Tropfsteinhöhle – "Radochowska Jaskinia Naciekowa" czy "Grota Stalaktytowa". Jest to jedna z największych i najlepiej poznanych jaskiń w Sudetach o długości 265 m. Wewnątrz znaleziono m.in. kości niedźwiedzia jaskiniowego, hieny jaskiniowej, dzikiego konia, nosorożca włochatego. Żyje tutaj wiele ciekawych przedstawicieli fauny, jak studniczki tatrzańskie, muchówki i prapierścienica jaskiniowa. Obecnie prowadzą do jaskini trzy sztuczne wejścia. Wewnątrz panuje stała temperatura, ok. 9 °C. Jaskinia składa się z niemal równoległego do zbocza wąskiego Korytarza Łącznikowego, biegnącego prawie poziomo oraz kilku poprzecznych, krótszych korytarzy, licznych wnęk i komór. Najbardziej atrakcyjna jest tzw. Komora Gotycka, znajdująca się na przedłużeniu środkowego wejścia. Stanowi ją trójkątna salka z jeziorkiem krasowym o powierzchni ok. 30 m² i głębokości ok. 2 m. System szczelin krasowych jest wciąż czynny, a poziom wody ulega sezonowym wahaniom.

Jaskinia jest czynna dla turystów codziennie. Prowadzą do niej szlaki turystyczne: zielony z przystanku PKS w Radochowie przy trasie Kłodzko – Lądek (ok. 30 minut) i niebieski z Lądka-Zdroju przez Radochów i Kalwarię na Cierniaku (ok. 80 min.).